# Belleville-sur-Mer
Belleville-sur-Mer foi uma comuna francesa na região administrativa da Normandia, no departamento Seine-Maritime. Estendia-se por uma área de 3,06 km². Em 2010 a comuna tinha 785 habitantes (densidade: 256,5 hab./km²).
Em 1 de janeiro de 2019, passou a formar parte da nova comuna de Petit-Caux.